# Bisdom Bismarck
Het bisdom Bismarck (Latijn: Dioecesis Bismarckiensis) is een rooms-katholiek bisdom met als zetel Bismarck, in de Amerikaanse staat North Dakota. Het bisdom is suffragaan aan het aartsbisdom Saint Paul and Minneapolis. 

## Geschiedenis
Het bisdom werd opgericht op 31 december 1909, uit delen van het bisdom Fargo.

## Parochies
Het bisdom had in 2022 een oppervlakte van 88.754 km2 en telde 352.117 inwoners waarvan 17,9% rooms-katholiek was.

## Bisschoppen
- John Baptist Vincent de Paul Wehrle (9 april 1910 - 11 december 1939)
- Vincent James Ryan (19 maart 1940 - 10 november 1951)
- Lambert Anthony Hoch (23 januari 1952 - 27 november 1956)
- Hilary Baumann Hacker (29 december 1956 - 28 juni 1982)
- John Francis Kinney (28 juni 1982 - 9 mei 1995)
- Paul Albert Zipfel (31 december 1996 - 19 oktober 2011)
- David Dennis Kagan (19 oktober 2011 - heden)

## Galerij van afbeeldingen

Wapen van het bisdom
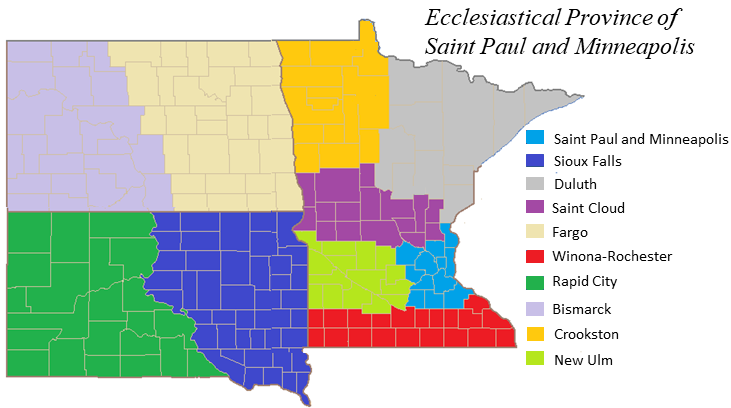
Kerkprovincie met aartsbisdom en suffragane bisdommen
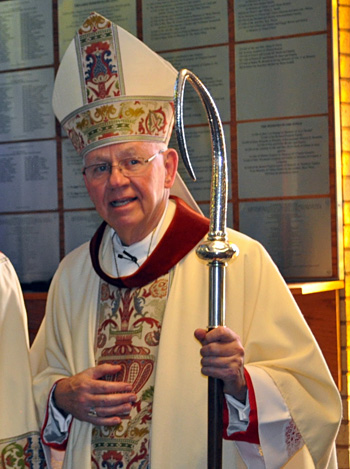
Bisschop Paul Albert Zipfel (1996-2011)

Saint Paul and Minneapolis (aartsbisdom) · Bismarck · Crookston · Duluth · Fargo · New Ulm · Rapid City · Saint Cloud · Sioux Falls · Winona-Rochester